# Lobito (municipio)
Lobito è una municipalità dell'Angola appartenente alla Provincia di Benguela. Ha 805.316 abitanti (stima del 2006) ed una superficie di 3.648 km².
Il principale comune è l'omonimo Lobito.